# Kano, Nigeria
Kano   este un oraș  în  Nigeria. Este reședința  statului  Kano.